# Stefan Schwarz
Hans Jürgen Stefan Schwarz, född 18 april 1969 i Malmö, är en svensk före detta fotbollsspelare. Han var en hårdför defensiv mittfältare i Sveriges fotbollslandslag under 1990-talet med fruktad vänsterfot, inte minst på frisparkar. Han var en av Sveriges bästa spelare under VM i USA 1994.
Han är invald som nummer 71 i Svensk fotbolls Hall of Fame.

## Biografi

### Klubblagskarriär
Hans far Herbert Schwarz, som också var fotbollsspelare med meriter från tyska division 2, invandrande till Sverige från Tyskland på 1960-talet. Stefan Schwarz växte upp på Söderkulla i Malmö och började spela fotboll i Kulladals FF. Han kom som 13-åring till Malmö FF:s ungdomslag och spelade sedan 1985–1987 i Bayer Leverkusens ungdomslag. Schwarz blev tysk ungdomsmästare med Leverkusen 1986. Han återvände sedan till Malmö. Schwarz debuterade 15 november 1987 i MFF:s A-lag i en välgörenhetsmatch i spanska Granada, mot ett lag där Diego Maradona spelade tillsammans med sina bröder. Den då 18-årige Schwarz tog för sig direkt, och mötte Maradona i några närkamper. Han sparkade ner Maradona och fick gult kort redan efter tolv minuter.
I Malmö FF utvecklades Schwarz under Roy Hodgsons ledning och vann tillsammans med spelare som Jonas Thern, Roger Ljung och Martin Dahlin SM-guld 1988.
Efter VM 1990 flyttade Schwarz till Portugal för spel i Benfica som då tränades av Sven-Göran Eriksson, först som vänsterback. I klubben fanns även de svenska spelarna Mats Magnusson och Thern. På hösten fick Schwarz en allvarligt skada, korsband och menisk i vänster knä, men kom tillbaka och blev mästare med Benfica 1991, cupmästare 1993 och ligamästare igen 1994.
Kort efter VM 1994 skrev han på ett treårskontrakt med Arsenal för £1.8 miljoner. Men London-klubben fick det tungt i Premier League under mittfältarens speltid, och Arsenal var ojämna och hamnade i mitten av tabellen där Schwarz startade 34 ligamatcher och gjorde två mål. Managern George Graham fick sparken i februari 1995, men Arsenal gick däremot till final i Cupvinnarcupen. Schwarz sista mål för Arsenal var en stenhård frispark från 27 meter, som gick direkt i mål i 88:e minuten i semifinalen mot Sven-Göran Erikssons Sampdoria i Genua. Målet blev en viktig kvittering, som gjorde att matchen gick till förlängning, där straffar avgjorde och Arsenal avancerade. Schwarz spelade finalen i Cupvinnarcupen mot Real Zaragoza 10 maj 1995, som Arsenal förlorade, efter att de släppte in ett mål i sista minuten på förlängningen. Schwarz var inte nöjd med Arsenals spelsätt under sin tid i klubben. Han ville vara ännu mer delaktig i spelet, så redan efter ett år krävde han att bli såld.
Fiorentina vann dragkampen om Schwarz. Där fanns tränaren Claudio Ranieri, och stjärnor som Rui Costa och Gabriel Batistuta. Fiorentina gjorde sin bästa säsong sedan 1983/84, och delade tredjeplatsen i Serie A 1995/96 med Lazio. I maj 1996 var han med och vann Coppa Italia när de besegrade Atalanta. Schwarz spelade även finalen i den italienska Supercupen när Fiorentina besegrade AC Milan den 25 augusti 1996. Efter en niondeplats i Serie A 1996/97 åkte Fiorentina ut i semifinalen i Cupvinnarcupen, mot FC Barcelona. Tränaren Ranieri lämnade Fiorentina sommaren 1997 och säsongen efter slutade klubben på en femte plats i Serie A. Efter tre år i Florens flyttade Schwarz till Valencia där han åter fick Ranieri som tränare. Schwarz blev den 26 juni 1999 Copa del Rey-mästare med Valencia, men satt på bänken i finalen mot Atletico Madrid tillsammans med Joachim Björklund. Efter 22 matcher från start och 4 ligamål i den spanska klubben, blev det bara en säsong i La Liga.
I slutet av juli 1999 återvände han till England och Premier League-nykomlingen Sunderland, som blev hans sista proffsklubb. Under förhandlingarna med Sunderland blev det känt att Schwarz närde ett rymdintresse. I en intervju med Aftonbladet berättade Schwarz att han till och med hade köpt en biljett till en kommersiell rymdresa för 800 000 kronor. Sunderland var dock inte lika förtjusta i idén. Därför såg klubben till att inkludera en klausul som förbjöd Schwarz att lämna jorden.
I november 1999 mottog han Guldbollen. Han var med i ett Sunderland när de som nykomlingar överraskande slutade på en 7:e plats i Premier League 2 år i rad.
Efter ett skadefyllt år, med endast 10 spelade matcher i Sunderland under året 2002, meddelade Schwarz 4 mars 2003 att han slutade med den aktiva fotbollen.

### Landslagskarriär
14 februari 1990 kom debuten i landslaget när han blev inbytt mot Förenade Arabemiraten och gjorde mål direkt i sin första landskamp. Han tog sedan plats i truppen till VM i Italien. I Sveriges tre matcher i VM 1990 spelade han vänsterback.
I Benfica blev Schwarz mittfältspar med Jonas Thern, och samarbetet fortsatte i landslaget under ett lyckat EM 1992. Tillsammans med Thern bildade han i VM 1994, turneringens mest välbalanserade innermittfält. Schwarz blev bättre och bättre för varje match, men blev utvisad efter två gula kort i kvartsfinalen mot Rumänien. Han var således avstängd i semifinalen mot Brasilien men spelade bronsmatchen mot Bulgarien, där han bland annat spelade fram till Kennet Anderssons 4-0-mål.
Landslaget missade att kvala in till EM 1996 i England, bl.a. på grund av förluster mot Schweiz och Turkiet. I en VM-kvalmatch mot Skottland 30 april 1997, bröt Schwarz skenbenet. Han lade sig inte på marken och viftade in bårbärarna. Nej, han reste på sig. Grimaserade. Rättade till strumporna. Och sprang några rusher för att se om smärtan kanske gick över. Schwarz gick till slut av planen efter 10 minuter. Sverige vann matchen mot Skottland med 2–1. Men Sverige missade VM-slutspelet 1998 i Frankrike, mycket på grund av två snöpliga förluster mot Österrike. Schwarz var borta i sex månader efter benbrottet.
Tommy Söderberg blev ny förbundskapten och Schwarz var nyckelspelare när landslaget kvalade in till EM 2000, men missade mästerskapet på grund av en svår hälseneskada vid en landskamp mellan Österrike och Sverige i Graz 29 mars 2000. Han blev borta i sju månader innan han åter kunde spela i mitten av november samma år. 28 mars 2001 spelade Schwarz sin sista landskamp i VM-kvalmatchen mot Moldavien. I augusti 2001 meddelade Schwarz att han slutade i landslaget. Det blev totalt 69 A-landskamper och 6 mål.

### Efter karriären
Schwarz har ett förflutet som spelaragent och är projektledare.  Han har också startat fotbollsskola i Ghana. 2011 hjälpte Schwarz U21-landslaget.I juni 2012 blev han andretränare i Helsingborgs IF men lämnade uppdraget i december samma år. 2016 släpptes självbiografin De kallade mig Gud på Lava Förlag. Där skriver Schwarz om fotbollskarriären, livet och om sin son Jürgen som har autism.
Han bor i Cascais i Portugal med fru och tre barn.

## Meriter
- VM i fotboll: 1990, 1994
  - VM-brons 1994
- EM i fotboll: 1992
  - EM-semifinal 1992
- Svensk mästare 1988, 1987
- Svenska Cupen 1989
- Portugisisk mästare 1991, 1994
- Portugisiska cupen 1992-93
- Coppa Italia 1995-96
- Supercoppa italiana 1996-97
- UEFA Intertoto Cup 1998
- Copa Del Rey 1998-99
- Guldbollen 1999
- Kopia av Svenska Dagbladets guldmedalj 1994